# Анабель: Створення
«Анабель: Створення» (англ. Annabelle: Creation) — американський фільм жахів, знятий Девідом Ф. Сандбергом. Продовження фільму «Анабель» (2014), який, своєю чергою, є спінофом «Закляття» (2013). В головних ролях зіграли Стефані Сігман, Таліта Бейтман, Лулу Вілсон, Ентоні Лапалья та Міранда Отто. Стрічка розповідає про походження зачаклованої ляльки Анабель.
Створення «Анабель: Створення» обійшлося в 15 млн доларів. Прем'єра фільму відбулася 19 червня 2017 на Лос-Анджелеському кінофестивалі. У широкий прокат стрічка вийшла 11 серпня в США та 10 серпня в Україні. ЇЇ касові збори склали 306,6 млн доларів. «Анабель 3», наступний фільм серії, вийшов 2019 року.

## У ролях
- Стефані Сігман — сестра Шарлотта
- Таліта Бейтман — Дженіс
- Ентоні Лапалья — Семюел Маллінз
- Міранда Отто — Естер Маллінз
- Лулу Вілсон — Лінда
- Філіппа Култхард — Ненсі
- Грейс Фултон — Керол
- Самара Лі — Анабель Маллінз
- Тейлер Бак — Кейт
- Лу Лу Сафран — Тірні
- Марк Бремхолл — отець Мессі

## Український Дубляж
- Студія: Постмодерн[3]
- Перекладач: Сергій Ковальчук
- Режисерка дублювання: Катерина Брайковська
- Звукорежисер: Андрій Желуденко
- Звукорежисер перезапису: Микита Будаш

Ролі дублювали: Вероніка Лук'яненко, Галина Дубок, Катерина Качан, Марина Локтіонова, Антоніна Якушева, Михайло Кришталь, Катерина Манузіна, Лідія Муращенко, Софія Лозіна,

## Виробництво
Зйомки фільму почались 27 червня 2016 року в Лос-Анджелесі і закінчились 15 серпня того ж року. Бюджет фільму склав 15 млн доларів.